# Orpheline
Rostros de una mujer (en francés: Orpheline) es el nombre de una película francesa dirigida por Arnaud des Pallières y protagonizada porAdèle Haenel, Adèle Exarchopoulos, Solène Rigot y Vega Cuzytek. La película tuvo una presentación especial en el Toronto International Film Festival.

## Sinopsis
Cuatro momentos en las vidas de cuatro personajes femeninos. Una niña que vive en el campo y cuyo juego del escondite tendrá inesperadas consecuencias. Una adolescente atrapada en una interminable sucesión de huidas, hombres y contratiempos, porque cualquier cosa le parece mejor que su desolado hogar familiar. Una joven que se muda a París en un momento al borde del desastre. Y finalmente una mujer adulta de éxito que se pensaba a salvo de su propio pasado. Poco a poco estos personajes se unen para formar una sola protagonista.

## Reparto
- Adèle Haenel como Renée.
- Adèle Exarchopoulos como Sandra.
- Solène Rigot como Karine.
- Vega Cuzytek como Kiki.
- Jalil Lespert como Darius.
- Gemma Arterton como Tara.
- Nicolas Duvauchelle como padre de kiki.
- Sergi López comoMaurice.
- Robert Hunger-Bühler como Lev.
- Mehdi Meskar como Samy.
- Karim Leklou como Antonio.
- Olivier Lousteau como François.
- Rayan Rabia como Hakim.
- Nina Mélo como Cindy.
- Jonas Bloquet como Patrick.
- Sarah Suco
- Jennifer Decker